# Petey Pablo
Petey Pablo (Moses Barret III) is een Amerikaanse rapper, geboren op 22 juli 1973 te Greenville (North Carolina) in de Verenigde Staten. Bekend met zijn hit songs "Freek A Leak" en "My Goodies ft. Ciara". Hij begon al op een 13-jarige leeftijd te rappen, en in 2001 had hij zijn eerste echte album "Diary Of A Sinner" opgenomen bij Jive Records. Hij heeft nu een deal bij de bekende Death Row Records, waar eerder Snoop Dogg, Dr. Dre, 2Pac en andere rappers zaten.
Hij heeft (tot eind 2005) twee albums uitgebracht. Pablo heeft ook onder andere enkele liedjes voor videospellen gepubliceerd, waaronder "Need for Speed: Underground" en voor de film XXX: State Of The Union samen met J-Kwon.
In 2006 zou zijn Death Row Records debuutalbum uitkomen, maar door problemen is dat niet gebeurd. Death Row Records dreigt failliet te gaan (zie artikel Death Row Records), en het is nu onbekend wanneer het album uit zal komen. Inmiddels is ook een 2e album opgenomen onder de naam Life On Death Row. Ook deze is nog niet uitgebracht. Wat er in de toekomst met zijn rap carrière gaat gebeuren is onbekend. Death Row Records heeft al eerder albums 3 jaar later uitgebracht, waardoor het mogelijk is dat zijn twee Death Row Records albums alsnog het daglicht zullen zien.

## Discografie
- Diary Of A Sinner (Jive Records, 2001)
- Still Writing In My Diary (Jive Records, 2004)
- Same Eyez On Me (Death Row Records, nog niet uitgebracht)
- Life On Death Row (Death Row Records, nog niet uitgebracht)

## Singles
- Raise Up (2001)
- Vibrate (met Rasheeda) (2004)
- Freek-A-Leek (2004)
- My Goodies (met Ciara) (2005)
- Get XXX'd (met J-Kwon) (2005)
- Give It Up (2006)
- Show Me The Money (soundtrack van de film Step Up) (2006)
- Fire (2007)
- Shawty Got Her Eyes On Me (2008)
- Let Me C It (met Get Cool) (2010)